# 菲伯尔布伦
菲伯尔布伦是奥地利蒂罗尔州Kitzbühel的一个市镇。总面积76.29平方公里，总人口4309人，人口密度56.5人/平方公里（2005年）。